# Brenda Elliott
Pour les articles homonymes, voir Elliott.
Brenda Elliott (née le 27 octobre 1950) est une femme politique provinciale canadienne de l'Ontario. Elle est présente à l'Assemblée législative de 1995 à 2003 et sert aussi comme ministre dans le cabinet de du gouvernement de Mike Harris et de Ernie Eves.

## Biographie
Née à Goderich en Ontario, Elliott fréquente l'université McMaster et travaille ensuite comme enseignante et bibliothécaire. S'intéressant à la cause environnementale dans les années 1990, elle ouvre une boutique nommée Earth's Sake à Guelph en novembre 1989.

## Politique
Élue députée de Guelph en 1995, elle devient ministre de l'Environnement et de l'Énergie en juin 1995. Éjectée du cabinet en août 1996, elle siège en tant que députée d'arrière-ban.
Facilement réélue dans la nouvelle circonscription de Guelph—Wellington en 1999, elle réintègre le cabinet en tant que ministre des Affaires intergouvernementales en février 2001. Lorsque Ernie Eves remplace Mike Harris au poste de premier ministre en 2002, Eves la réaffecte au ministère des Communautés, de la Famille et des Services à l'Enfance.
Elliott ainsi que les Progressiste-conservateur perdent les élections de 2003.